# Phthiria alberthessei
Phthiria alberthessei är en tvåvingeart som beskrevs av Neal L. Evenhuis och Greathead 1999. Phthiria alberthessei ingår i släktet Phthiria och familjen svävflugor. Inga underarter finns listade i Catalogue of Life.